# Александър Груев
Александър Груев Пройчев е третият син в семейството на Груйо и Тана Топалови и брат на просветните дейци от Копривщица Йоаким, Георги и Веселин Груеви.
Александър също като братята си става учител, през 1869 – 1870 година, в завърналия си притегателната си сила на просветен център Пирдоп. Тук той освен общоприетите предмети преподава турски и френски език.
В Пирдоп през 1871 г. Александър съставя устава и като писар усилено движи процесите в местното читалище „Съгласие“, като спомага за набавянето на книги, списания, карти, и глобус от Пловдив и Цариград. Поради увлекателните сказки, които изнася се стига дотам, че хората, след като са се черкували в празничните дни вместо да се отбият в кръчмата отиват в читалището. Тук той става и член на революционния комитет.
След Пирдоп Александър Груев учителства в с. Демирджилери. През 1875 година, за революционна дейност е затворен в Диарбекир.
След Освобождението Александър работи в администрацията на Княжество България и по-късно като помощник-адвокат в София.

## Признание
По повод на кончината му през 1905 г. в некролог, издаден от списание „Българска сбирка“ е споменат като другар на Васил Левски и Георги Бенковски.
Паметна плоча и чешма в чест на Йоаким, Георги, Веселин и Александър Груеви, дарили на училищното настоятелство през 1910 г. двора си за построяването на Климатичния пансион. Плочата е поставена на източния ограден зид на 12 септември 2018 г. по инициатива на Дирекция на музеите.